# Pteraster hystrix
Pteraster hystrix är en sjöstjärneart som beskrevs av Harvey 1989. Pteraster hystrix ingår i släktet Pteraster och familjen knubbsjöstjärnor. Inga underarter finns listade i Catalogue of Life.